# Keystone B-3
Il Keystone B-3 fu un bombardiere leggero bimotore e biplano sviluppato dall'azienda aeronautica statunitense Keystone Aircraft nei tardi anni venti del XX secolo e destinato a equipaggiare i reparti della United States Army Air Corps (USAAC), l'allora componente aerea del US Army, l'esercito degli Stati Uniti d'America.

## Storia del progetto
L'aereo rimarcava le caratteristiche degli aerei del conflitto appena concluso,con alcune migliorie strutturali, non ebbe grande successo o possibilità di venir testato in combattimento, le uniche azioni che lo vedranno partecipe, avverranno più tardi, nella seconda guerra mondiale, durante l'invasione delle filippine,dove l'aereo,assegnato ai servizi ausiliari filippini, combatterà contro i giapponesi, principalmente venendo abbattuto prima di decollare, data la sua obsolescenza, dopo quasi venti anni dalla sua messa in servizio.

## Varianti
LB-10
designazione dell'ultimo dei 17 esemplari di LB-6 ordinati (S/N 29-27) convertito in una configurazione dalla coda ridisegnata monoderiva ed equipaggiato con una coppia di motori radiali Wright R-1750E da 525 hp. Consegnato a Wright Field il 7 luglio 1929, fu smantellato il 12 novembre del medesimo anno.
LB-10A
versione leggermente più contenuta nelle dimensioni, sia nell'apertura alare che nella fusoliera, equipaggiata con una coppia di radiali Pratt & Whitney R-1690-3 Hornet. Venne emesso un ordine per un totale di 63 esemplari (S/N 30-281/343). Tutti vennero in seguito ridesignati B-3A in questa configurazione, con gli ultimi 27 esemplari costruiti equipaggiati con motori Wright e ridesignati B-5A.
B-3A
36 esemplari ordinati come LB-10A e consegnati allo standard B-3A (S/N 30-281/316). Il primo esemplare fu consegnato nell'ottobre 1930.
B-5A
designazione utilizzata per gli esemplari ordinati come B-3A e rimotorizzati con i radiali Wright R-1750-3 Cyclone, costruito in 27 unità (S/N 30-317/343).

## Utilizzatori
Stati Uniti
- United States Army Air Corps

 Filippine
- Philippine Army Air Corps